# چای‌باغی
چای‌باغی یکی از روستاهای استان آذربایجان شرقی است که در جنوب مراغه و دردهستان قره‌ناز بخش مرکزی شهرستان مراغه واقع شده‌است. 